# Мовилени (Хелештени)
Мовилени (рум. Movileni) насеље је у Румунији у округу Јаши у општини Хелештени. Oпштина се налази на надморској висини од 285 m.

## Становништво
Према подацима из 2011. године у насељу је живело 239 становника.